# Liste des musées du Leicestershire
Cette liste des musées du Leicestershire, Angleterre contient des musées qui sont définis dans ce contexte comme des institutions (y compris des organismes sans but lucratif, des entités gouvernementales et des entreprises privées) qui recueillent et soignent des objets d'intérêt culturel, artistique, scientifique ou historique. Leurs collections ou expositions connexes disponibles pour la consultation publique. Sont également inclus les galeries d'art à but non lucratif et les galeries d'art universitaires. Les musées virtuels ne sont pas inclus.

## Musées
| Nom                                                   | Image                                                    | Ville/City        | Type                 | Résume |
| ----------------------------------------------------- | -------------------------------------------------------- | ----------------- | -------------------- | --- |
| Abbey Pumping Station                                 |                                                          | Leicester         | Technologie          | Musée des sciences et de la technologie, installé dans une station de pompage des eaux usées de l'époque victorienne avec des moteurs à faisceau remis en état de marche, ainsi que des expositions sur la lumière et l'optique, les transports historiques et la santé publique, y compris une "toilette interactive". |
| Ashby de la Zouch Museum                              |                                                          | Ashby-de-la-Zouch | Local                | website, histoire locale, culture |
| Belgrave Hall                                         |                                                          | Leicester         | Maison historique    | Maison d'époque victorienne montrant les styles de vie contrastés d'une famille et de domestiques de la classe moyenne supérieure |
| Belvoir Castle                                        |                                                          | Grantham          | Maison historique    | Château avec des jardins |
| Bosworth Battlefield Heritage Centre and Country Park | Battlefield Visitor Centre                               | Sutton Cheney     | Militaire            | Histoire de la bataille de Bosworth en 1485 pendant la Guerre des Roses et recherche du lieu de la bataille. |
| Bruntingthorpe Aerodrome Aircraft Museum              | line of jets at Bruntingthorpe                           | Bruntingthorpe    | Aviation             | Collection jet de la guerre froide |
| Charnwood Museum                                      |                                                          | Loughborough      | Local                | Histoire de l'area, géologie, archéologie et industries |
| Castle Donington Museum                               | Museum is in the stone building on the right             | Castle Donington  | Local                | website, histoire locale |
| Conkers                                               |                                                          | Moira             | Histoire naturel     | website, nature, bois, centre d'accueil de National Forest |
| Donington Grand Prix Exhibition                       |                                                          | Castle Donington  | Automobile           | Basée sur le circuit automobile de Donington Park, l’accent est mis sur les voitures de course Grand Prix et de Formule 1 |
| Donington le Heath Manor House Museum                 |                                                          | Coalville         | Maison historique    | Maison d'époque médiévale du XVIe siècle |
| De Montfort University Heritage Centre                |                                                          | Leicester         | Education & Médiéval | Installé dans le bâtiment Hawthorne, il retrace l'histoire de Newarke et de l'église de l'Annonciation, le bâtiment de l'hôpital Trinity, l'histoire de la DMU et des expositions spéciales |
| East Midlands Aeropark                                |                                                          | Castle Donington  | Aviation             | Inclut les cellules complètes sur l’affichage externe, les moteurs, les composants de l’avion et les photographies |
| Foxton Canal Museum                                   |                                                          | Foxton            | Transport            | Histoire des Foxton Locks, vie des ouvriers du canal et autres aspects du canal local |
| Fleckney Museum                                       |                                                          | Fleckney          | Local                | website, histoire locale |
| Guru Nanak Sikh Museum                                |                                                          | Leicester         | Religions            | website, art sikh , histoire, culture |
| Hallaton Museum                                       |                                                          | Hallaton          | Local                | website, histoire locale |
| Harborough Museum                                     |                                                          | Harborough        | Local                | Histoire locale, culture, industrie, trésor de Hallaton |
| Hinckley and District Museum                          |                                                          | Hinckley          | Local                | website, histoire locale, chalet de la tricoteuse cadre avec trame 1740. |
| Jewry Wall Museum                                     | View of the museum through the Jewry Wall                | Leicester         | Archéologie          | À côté du mur juif et du site des thermes romains. Le musée abrite des mosaïques et des artefacts romains ainsi que du matériel archéologique de la période préhistorique à la ville médiévale de Leicester, y compris l'histoire de l'archéologie à Leicester.                                                         |
| John Taylor & Co                                      |                                                          | Loughborough      | Musique              | Collection de Cloches utilisées dans les tours d'horloge, changement de sonneries, Carillon tubulaire et carillons |
| Kegworth Museum                                       |                                                          | Kegworth          | Local                | Histoire locale. |
| King Richard III: Dynasty, Death and Discovery        | Dynasty Death and Discovery, Richard III museum entrance | Leicester         | Archéologie          | Centre d'accueil des visiteurs sur le site funéraire de Greyfriars, avec des expositions sur la vie et la mort de Richard III et la recherche archéologique sur ses restes. |
| Leicester City Fire Brigade Museum                    |                                                          | Leicester         | Pompier              | website, ouvert sur rendez-vous, collection de véhicules d'incendie, équipement |
| Leicester Guildhall                                   |                                                          | Leicester         | Médiéval             | Bâtiment à colombages médiéval avec des cellules de prison victoriennes et, depuis 2015, des galeries sur le Leicester médiéval |
| Loughborough Carillon & War Memorial                  |                                                          | Loughborough      | Militaire            | Mémorial de la Première Guerre mondiale, carillon, musée militaire |
| Loughborough Central Station                          |                                                          | Loughborough      | Rail                 | Musée de la gare des années 1950 sur le chemin de fer du patrimoine du Great Central Railway |
| Lutterworth Museum                                    |                                                          | Lutterworth       | Local                | website, histoire locale, affichage de Sir Frank Whittle |
| Measham Museum                                        |                                                          | Measham           | Local                | website, Histoire locale. Depuis 2009, il est hébergé dans une partie de la gare désaffectée. |
| Melton Carnegie Museum                                |                                                          | Melton Mowbray    | Local                | Histoire et culture locales, y compris Stilton cheese et pork pies |
| Moira Furnace                                         |                                                          | Moira             | Industrie            | Haut fourneau en fonte du XIXe siècle |
| National Gas Museum Leicester                         |                                                          | Leicester         | Industrie            | Musée de l’industrie du gaz, consacré à la production et à la fourniture de gaz, ainsi qu’aux objets et appareils ménagers liés au gaz. |
| National Space Centre                                 |                                                          | Leicester         | Science              | Science spatiale et astronomie |
| New Walk Museum and Art Gallery                       |                                                          | Leicester         | Multiple             | Dinosaures, géologie, art, Égypte antique, histoire naturelle, art mondial |
| Newarke Houses Museum                                 |                                                          | Leicester         | Multiple             | Histoire locale, décor des salles du XVIIe siècle et des années 1950-1970, jouets, histoire du Royal Leicestershire Regiment, scène de rue d'époque |
| Old Rectory Museum                                    |                                                          | Loughborough      | Local                | website, géré par la Loughborough Archaeological and Historical Society |
| Rockingham Castle                                     |                                                          | Market Harborough | Maison historique    | Également répertorié sous Northamptonshire, ancien château royal et pavillon de chasse avec jardins |
| Shackerstone Railwayana Museum                        |                                                          | Shackerstone      | Rail                 | Gare et musée du Battlefield Line Railway |
| Sir John Moore Heritage Centre                        |                                                          | Appleby Magna     | Education            | website, 1891 La vie victorienne à l'époque de Sir John Moore Church of England School |
| Snibston Discovery Museum                             |                                                          | Coalville         | Multiple             | Science, mining, technology and design, transport and engineering history, fashion |
| Stanford Hall                                         |                                                          | Lutterworth       | Maison historique    | Maison d'époque William et Mary |
| Stonehurst Family Farm and Motor Museum               |                                                          | Mountsorrel       | Multiple             | Ferme familiale et musée de l'automobile |
| Stoneywell                                            |                                                          | Ulverscroft       | Maison historique    | Exploité par le National Trust, résidence d'été conçue dans le style Arts and Crafts par Ernest Gimson |
| Swannington Hough Mill                                |                                                          | Swannington       | Mill                 | Exploité par Swannington Heritage Trust |
| Wigston Framework Knitters Museum                     |                                                          | Wigston Magna     | Industrie            | website, atelier avec équipement de stocking frame montures pour la confection de gants, mitaines et hauts côtelés pour tuyaux de golf |
| William Carey Museum                                  |                                                          | Leicester         | Biographie           | website, situé dans l'église baptiste centrale, vie et œuvres du missionnaire pionnier William Carey |

## Musée fermé
- City Gallery, Leicester, fermé en 2010.